# Beechcraft MQM-107 Streaker
MQM-107 Streaker je večkrat uporabljivo reaktivno vojaško brezpilotno letalo za vleko tarč. Uporablja se za testiranje raket zrak-zrak, kot npr. AIM-9 Sidewinder in AIM-120 AMRAAM in zemlja-zrak kot npr. FIM-92 Stinger in MIM-104 Patriot.

## Specifikacije (MQM-107B)
Podatki iz 
Splošne karakteristike
- Posadka: 0
- Dolžina: 18 ft 1 in (5,5 m)
- Razpon kril: 9 ft 10 in (3 m)
- Višina: 4 ft 10 in (1,47 m)
- Maks. vzletna teža: 1464 lb (664 kg)
- Pogon letala: 1 × Microturbo TRI 60 Turboreaktivni motor

 Zmogljivost 
- Maks. hitrost: 575 mph (925 km/h)
- Višina leta: 40000 ft (12192 m)